# Maria Domenica Mantovani

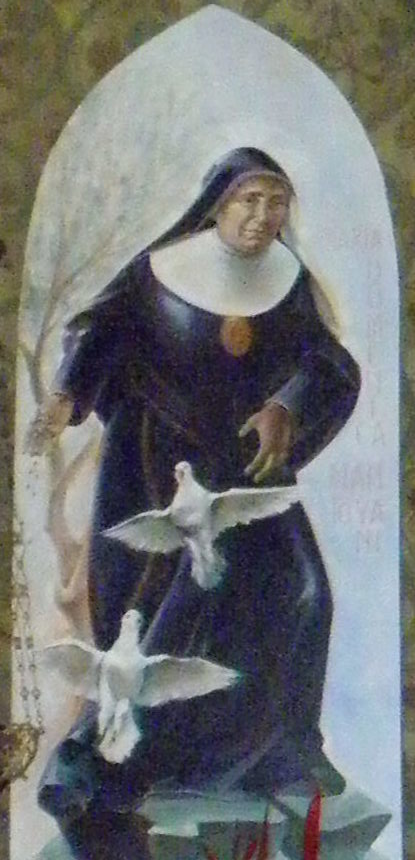
Heilige Maria Domenica Mantovani (1862–1934)

Maria Domenica Mantovani (* 12. November 1862 in Castelletto di Brenzone; † 2. Februar 1934 in Verona) war eine italienische römisch-katholische Ordensfrau und war zusammen mit dem Priester Giuseppe Nascimbeni die Mitgründerin der Kongregation der Piccole Suore della Sacra Famiglia. In der katholischen Kirche wird sie seit dem 15. Mai 2022 als Heilige verehrt.

## Leben
Domenica Mantovani wurde am 12. November 1862 in Castelletto di Brenzone in der Provinz Verona als erstes von vier Kindern von Giovanni Battista Mantovani und Prudenza Zamperini geboren. Am folgenden Tag wurde sie getauft.
Ihre schulische Ausbildung ging wegen der Armut der Familie nicht über die örtliche Grundschule hinaus. Sie erhielt empfing das Sakrament der Firmung am 12. Oktober 1870 und die Erstkommunion am 4. November 1874.
Aus der religiösen Erziehung, die sie von ihren Eltern erhielt, ging ihre Berufung zum Ordensleben hervor.
Auch der örtliche Pfarrer und Seelsorger Giuseppe Nascimbeni stärkte sie in ihrer Berufung und motivierte sie dazu, Kranke zu besuchen und in der Pfarrei Katechismusunterricht zu erteilen. Am 8. Dezember 1886 legte sie ein privates Keuschheitsgelübde ab. 1892 gründete sie zusammen mit Nascimbeni eine Ordensgemeinschaft und wurde deren erste Oberin.
Mantovani und vier ihrer Gefährtinnen legten am 4. November 1892 ihre feierliche Profess in der neuen Gemeinschaft ab. Im Orden nahm sie den Namen Maria dell´Immacolata an.
Mantovani leistete einen wesentlichen Beitrag zur Ausarbeitung der Konstitutionen der neuen Gemeinschaft, die sich an der Regel des Dritten Ordens des hl. Franziskus orientierten, und zur Ausbildung der Schwestern.
Auch nach dem Tod von Nascimbeni fuhr sie fort, die wachsende Schwesterngemeinschaft mit festem Willen, großer Hingabe an Gott und einem tiefen Sinn für Verantwortung zu leiten. Während ihrer Amtszeit als Oberin wurden die Gebäude des Mutterhauses vergrößert, um die vielen jungen Mädchen aufnehmen zu können, und das neue große Noviziat wurde am 20. März 1933 eingeweiht. Auch andere Häuser wurden eröffnet, um den Armen, Waisen und Kranken zu helfen und die Kinder zu erziehen. Viele junge Frauen, die sich von Ordenidealen angezogen fühlten, traten in die Ordensgemeinschaft ein. Die Gemeinschaft wuchs schnell auf etwa 1.200 Schwestern an, die in 150 Filialhäusern in Italien und anderen Ländern tätig waren und vielfältige apostolische und karitative Aufgaben wahrnahmen.
Vor ihrem Tod konnte sie sich 1932 noch über die endgültige Anerkennung der Ordensgemeinschaft der Konstitutionen (1932) durch den Heiligen Stuhl freuen.
Am Morgen des 27. Januar 1934 blieb Mutter Maria Domenica im Bett, weil sie an einer leichten Heiserkeit litt. Am nächsten Tag, es war Sonntag, stand sie für die Messe auf, wurde aber von der Krankenschwester überredet, sich lieber auszuruhen. Der Arzt wurde gerufen und dieser diagnostizierte eine leichte Grippe. Nach drei Tagen begann aber die Körpertemperatur zu steigen. Daher verschrieb ihr der Arzt am 31. Januar eine Behandlung zur Vorbeugung einer Lungenentzündung. Doch in der Nacht vom 1. auf den 2. Februar stieg die Temperatur erneut an. Am Morgen des 2. Februars empfing Mutter Maria Domenica noch einmal die Kommunion. Um die Mittagszeit hatte sie vierzig Grad Fieber und fiel ins Delirium. Nachdem sie das Sakrament der Krankensalbung empfangen hatte, begann um 16:30 Uhr der vierstündige Todeskampf. Um 21 Uhr starb sie im Mutterhaus im Alter von 71 Jahren.
Sie wurde im Rufe der Heiligkeit unter großer Anteilnahme der Schwestern und der Bevölkerung auf dem städtischen Friedhof von Castelletto di Brenzone beigesetzt.
Ihre sterblichen Überreste wurden am 12. November 1987 in die Nähe der sterblichen Überreste ihres geistlichen Führers und Vertrauten Giuseppe Nascimbeni in das Mutterhaus der Schwestern überführt.

## Selig- und Heiligsprechung
Der Seligsprechungsprozess Mantovanis begann, nachdem die Kongregation für die Selig- und Heiligsprechungsprozesse am 27. Januar 1987 das „nihil obstat“ für das Verfahren aussprach und Mantovani den posthumen Titel einer „Dienerin Gottes“ verlieh. Der diözesane Prozess wurde am 10. April desselben Jahres eingeleitet und nach einer kurzen Zeit, in der Nachweise für den Ruf ihrer Heiligkeit gesammelt wurden, Ende April 1988 abgeschlossen. Der Vatikan bestätigte den Prozess am 25. Mai 1990 in Rom.
Im Jahr 1992 wurde die Positio übermittelt, die es ermöglichte, den Prozess und die Untersuchungen auf römischer Ebene einzuleiten. Der heroische Tugendgrad von Maria Domenica Mantovani wurde per Dekret von Papst Johannes Paul II. am 24. April 2001 anerkannt und ihr wurde der Titel „Ehrwürdige Dienerin Gottes“ verliehen. Am 5. Juli 2002 wurde das für die Seligsprechung benötigte Wunder anerkannt. So konnte Maria Domenica am 27. April 2003 von Johannes Paul II. seliggesprochen werden.
Das zweite ihr zugeschriebene Wunder, das für ihre Heiligsprechung erforderlich war, wurde vom 16. November 2015 bis zum 10. Juni 2016 in Bahía Blanca (Argentinien) untersucht. Am 27. Mai 2020 genehmigte Papst Franziskus das Anerkennungsdekret für dieses Wunder. Am 9. November 2021 wurde die Heiligsprechung Mantovanis und einiger anderer Kandidaten für den 15. Mai 2022 angekündigt. Papst Franziskus feierte die Heiligsprechung an besagtem Termin schließlich persönlich auf dem Petersplatz.

## Gedenktag
Ihr Gedenktag in der Liturgie der Kirche ist der 2. Februar, ihr Todestag.